# Šrí Činmoj
Šrí Činmoj (anglickým přepisem Sri Chinmoy, rozený Činmoj Kumar Ghoš – Chinmoy Kumar Ghose; 27. srpna 1931, Šakpura, Čitágáon – 11. října 2007, New York) byl indicko-americký myslitel a duchovní učitel.
Učení Šrí Činmoje se zakládá na rozvíjení vnitřních schopností člověka, např. míru, harmonie, lásky a jistoty. Své žáky inspiroval k životnímu stylu, který spojuje modlitbu a meditaci s aktivním životem ve společnosti. Během svého života vytvořil velké množství básní, hudebních skladeb, knih a obrazů.
Někteří bývalí přívrženci obviňovali Činmoje z provozování sekty, budování kultu osobnosti, manipulace se žáky i sexuálního zneužívání žen.

## Život

### Mládí v Indii

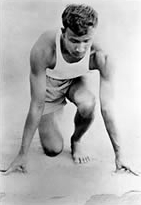
Mladý Šri Činmoy jako desetibojař v Indii.

Narodil se 27. srpna 1931 ve vesnici Shakpura, blízko města Čattagrám, které nyní náleží k Bangladéši. Byl nejmladší ze sedmi dětí. Po smrti rodičů se jako dvanáctiletý chlapec se svými bratry a sestrami přestěhoval do ášramu Šrí Aurobinda, duchovní komunity v Puduččéri v jižní Indii. Ve věku čtrnácti let začal skládat básně a psát eseje o duchovních a národních postavách Indie a publikovat je v místních novinách. Strávil zde dvacet let života, které z většiny věnoval meditacím, skládání písní, básní a sportu.

### Příchod do Spojených států
V roce 1964 se přestěhoval do New Yorku, kde dva roky pracoval na indickém konzulátu jako úředník v oddělení pasů a víz. Od roku 1966 se věnoval přednáškám, zakládání meditačních center, umělecké a literární činnosti a řízení různých mezinárodních mírových, humanitárních a sportovních programů.
Na indickém konzulátě v Spojených státech amerických pracoval jako pasový úředník 3 roky a na základě svého vlastního rozhodnutí nakonec zaměstnání opustil.
Během svého života se setkal s mnoha představiteli různých náboženství a osobnostmi světové politiky, kultury a sportu. Jejich vztah dokumentují četné kondolence, které obdržel v okamžik svého odchodu. Věnoval se vyučování meditačních technik a vedení svých studentů sdružených v meditačních centrech v mnoha zemích světa. Od svých studentů nebral finanční poplatky, ale vyžadoval pravidelnost v meditacích a úplnou abstinenci od drog, alkoholu, kouření a sexu. Počet jeho studentů se odhaduje kolem sedmi tisíc.
V roce 1994 došlo k některým obviněním odkazující na anonymní weby, které byly po arbitrážním řízení odstraněny.

### Přednášková činnost

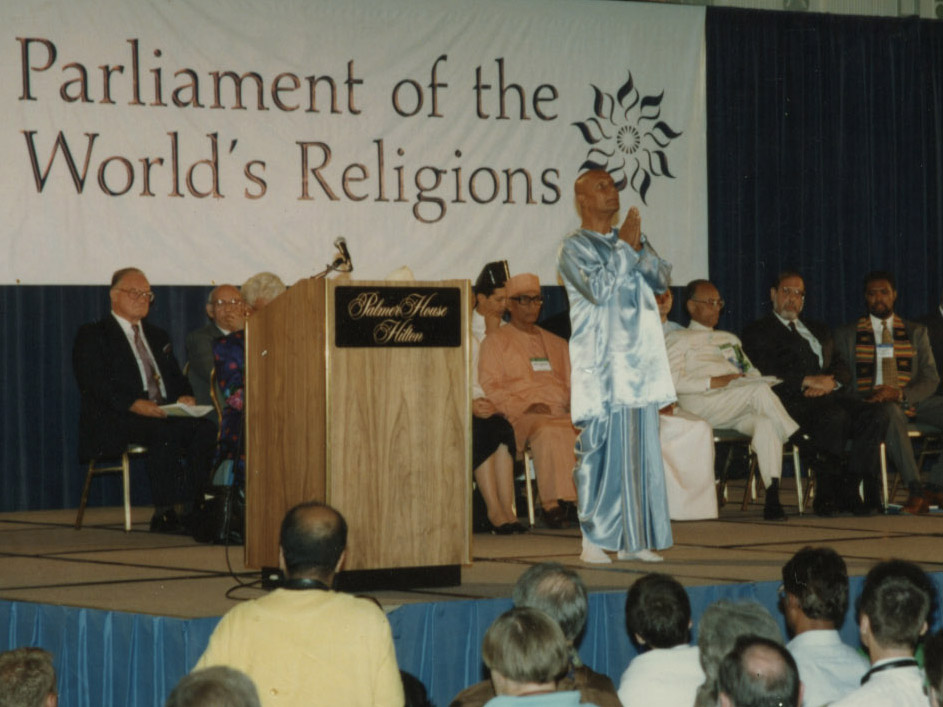
Zahájení Parlamentu světových náboženství v Chicagu tichou meditací Šrí Chinmoye v roce 1993

Od poloviny 60. let do poloviny 80. let přednášel na amerických, evropských i asijských univerzitách na téma duchovního života, náboženství a filozofie vnitřního a vnějšího míru. Navštívil mnoho univerzit (např. Yale, Harvard, Cornellovu univerzitu, Oxford a Cambridge). Později za své mírové aktivity a uměleckou činnost obdržel řadu akademických ocenění, např. čestný doktorát v oblasti mezinárodních vztahů, který mu 27. srpna 1994 udělila Státní pedagogická univerzita v St. Petersburgu nebo čestný doktorát v oblasti mírového vzdělávání, který mu 12. července 1995 udělila univerzita Pontifical Catholic University v Campinos v Brazílii.

### Mírové meditace v OSN
V dubnu roku 1970 založil na pozvání třetího generálního tajemníka OSN U Thanta pravidelná meditační setkání Mírové meditace při OSN pro pracovníky a velvyslance ústředí OSN v New Yorku, které vedl po dobu 37 let dvakrát týdně až do své smrti. Jako jedna z mnoha nevládních organizací působících při OSN pořádala zde tato skupina i další kulturní akce a byla vedena pod názvem Sri Chinmoy: Peace Meditations at the United Nations. Při příležitosti 50 výročí OSN, vyšla kniha promluv z těchto setkání The Garland of Nation Souls. Podrobné programy všech aktivit byly zaznamenány v měsíčníku nazvaném Meditation at the United Nations. Motto meditační skupiny: "Věříme a zastáváme názor, že každý člověk má schopnost dosáhnout Vrcholné Pravdy. Také věříme, že člověk nemůže zůstat navždy nedokonalým. Každý člověk je Božím nástrojem. Každá duše začne ve zvolenou hodinu naslouchat vnitřním příkazům Boha. Naslouchá-li člověk Bohu, promění se jeho nedokonalosti na dokonalosti, jeho nevědomost na poznání, jeho hledající mysl na odhalující světlo a jeho nejistá skutečnost se promění na vše uspokojující Božskost."
Vzpomínkové setkání delegátů, zaměstnanců OSN proběhlo v hlavní budově OSN na sklonku roku 2007 společně se zástupci odlišných náboženství a členy amerického kongresu. Během ceremonie vystoupila i Daw Aye Aye Thant, dcera bývalého generálního tajemníka U-Thanta s citací dopisu z roku 1972.

### Mezináboženský dialog

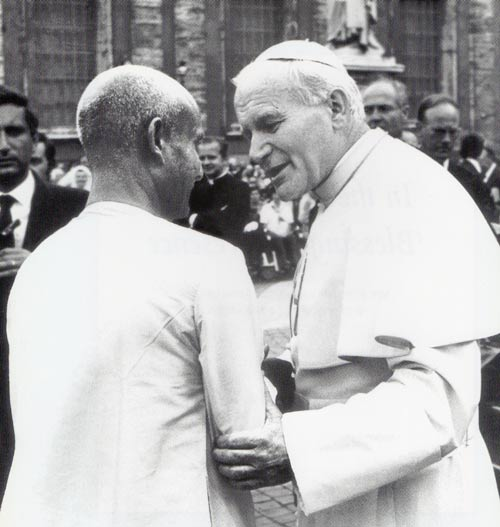
Setkání Jana Pavla II a Šrí Činmoje ve Vatikánu 16. června 1980

Nedílnou součástí učení Šrí Činmoje je respekt k jiným duchovním cestám a náboženstvím. „Pravé náboženství má univerzální vlastnost. Nehledá chyby v druhých náboženstvích. Odpuštění, soucit, tolerance, bratrství a pocit jednoty jsou znaky opravdového náboženství.“
Sám se účastnil mezináboženských setkání a konferencí jako třeba otevřením Parlamentu světových náboženství v Chicagu (1993) a v Barceloně v (2004) a to tichou meditací s krátkým meditačním koncertem. Ačkoliv se narodil v hinduistické rodině, uznával pouze jediné náboženství, kterým je láska k Bohu a služba Bohu. Všechny duchovní směry tak vlastně vychází ze stejného zdroje. Šrí Činmoj se několikrát setkal s papežem Janem Pavlem II, naposledy 17. května 1998, kdy mu předal mírovou cenu generálního tajemníka OSN U Thanta.

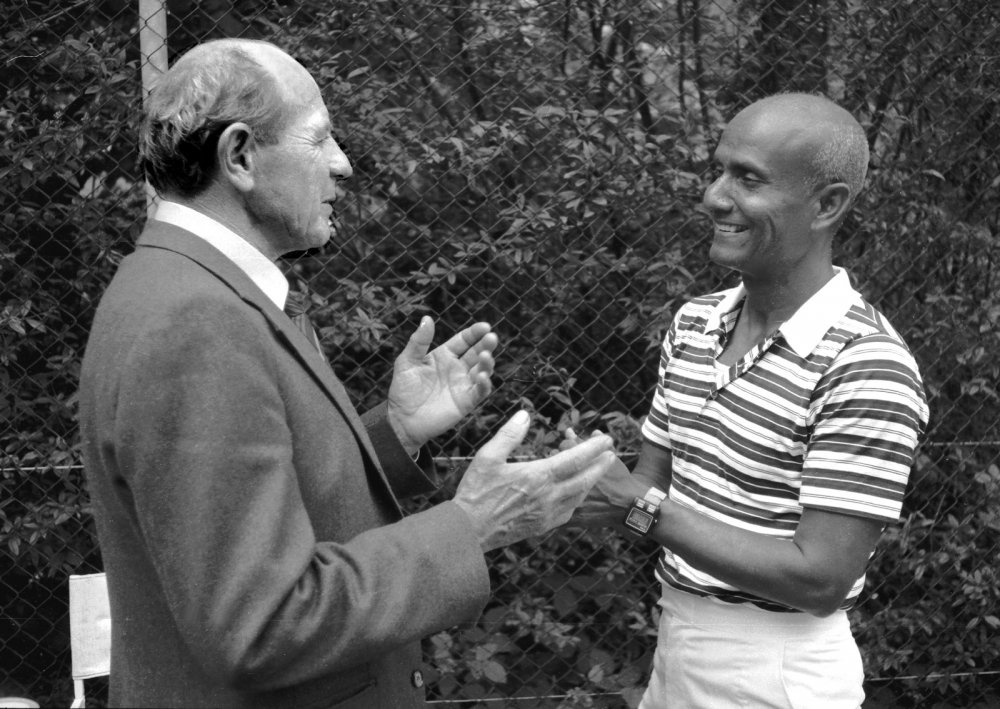
Jedno z mnoha setkání s Emilem Zátopkem během závodu pořádaným Sri Chinmoy Marathon Teamem ve Švýcarsku (1980). Ve stejném roce napsal Šrí Činmoj knihu Emil Zátopek: Earth's Tearing Cry And Heaven's Beaming Smile

### Ocenění
- (1981) Great Cross of Vasco Núñez de Balboa (Panama)
- (1990) Viswa Sama Duta (Sri Lanka)[25]
- (1990) Twentieth Century’s First Global Man
- (1991) World Citizen Humanitarian Award (Oregon USA)
- (1993) Doctor of Humanities (Filipíny)
- (1993) Award of Excellence (New York USA)
- (1994) Gándhi Peace Award (USA)
- (1995) Doctor of Philosophy in Religious Science (Minnesota USA)
- (1995) Nehru Medallion (UNESCO)
- (1996) Fred Lebow Prize (Italy)
- (1998) Pilgrim of Peace Award (Italy)[26][27]
- (1999) Messenger of the Millenium Award (New York USA)[28][29]
- (2002) Mother Teresa Award (Makedonie)
- (2002) Jesse Owens Humanitarian Award

### Humanitární služba
V roce 1991 založil humanitární organizaci The Oneness-Heart-Tears and Smiles (Slzy a úsměvy srdce jednoty). Organizace sdružuje pouze dobrovolné pracovníky a na přání zakladatele nepřijímá finanční dary, ale pouze materiální dary. Finance na svoji činnost získává z dobrovolných příspěvků svých členů. Během své existence poslala zásilky léků, lékařského vybavení, oblečení a školních potřeb do několika desítek zemí v Asii, Africe a střední Americe.

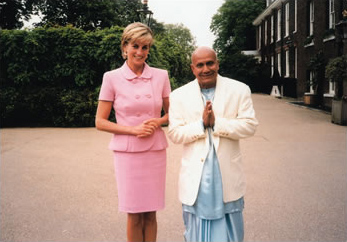
Princezna Diana a Šrí Činmoj při svém setkání v Kensingtonském paláci 21. května 1997

### Hudba a koncertní činnost
Od roku 1984 přestal Šrí Činmoj až na výjimky s přednáškovými turné a věnoval se koncertní činnosti. Do své smrti odehrál kolem 750 koncertů. Na koncertech hrál na 10 až 20 hudebních nástrojů jako např. na indický esraj, indické harmonium, havajskou kytaru, cello a klavír. Hrál své vlastní kompozice i spontánní improvizace. Šrí Činmojův hudební projev si získal příznivce i kritiky. Kritici jeho hudební produkce poukazují zejména na slabou schopnost hraní na uváděné množství nástrojů a náhodně poskládané noty namísto rytmických melodií. Šrí Činmoj na to s humorem v rozhovorech odpovídal, že hraje na vše, ale nic neumí pořádně. Koncerty popisoval jako místo, kde se setkávají rozmanití lidé za pozitivním účelem, a ne za zábavou. Jeho prosté melodie jsou prezentovány rozmanitými hudebními styly a hudebníky. Při koncertě přenášeném bangladéšskou televizí jako součást večerního programu byly prezentovány melodie Šrí Činmoje hned vedle skladeb Rabíndranátha Thákura.  V roce 1984 byly některé jeho básně a písně přeloženy do latiny a později zhudebněny jako benediktinské nápěvy.  Ve formě klasické hudby je naopak představil ruský sbor v Moskvě v roce 2013  Archivováno 5. 11. 2018 na Wayback Machine. nebo mezinárodní sbor Song-Waves v 80. letech 
Mezi těmi, kdo jeho hudební styl oceňovali, patřil violoncellista Pablo Casals[zdroj⁠?!], skladatel Leonard Bernstein[zdroj⁠?!], zpěvačka Roberta Flack[zdroj⁠?!] nebo producent Michael Walden[zdroj⁠?!]. Veřejné koncerty meditační hudby byly věnovány dobré vůli mezi lidmi a byly vždy se vstupem zdarma. V roce 2008 se hlavní televizní stanice v rodné Bangladéši přidala k vysílání koncertu věnované hudbě Rabíndranátha Thákura a Sri Chinmoye.

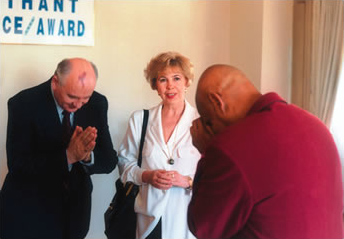
Šrí Činmoj a Michail Gorbačov, který od něj obdržel U Thantovo mírové ocenění v roce 1994

#### Koncerty
S prvním koncertem navštívil Prahu v roce 1990 v Paláci Kultury pro 6 tisíc posluchačů. Vystoupení bylo popsáno jako vhodné propojení zvukového dojmu s meditační atmosférou. Další koncerty přišly v roce 1995 (15 tisíc). 1999 (12 tisíc) a poslední v roce 2004 (15 tisíc), ty se konaly v pražské Sportovní hale.

### Výtvarné umění
Své akrylové malby nazýval Jharna-Kala (Fontánové umění). Pomocí barevných otisků nanášených na různý podkladový materiál pomocí různě tvarovaných štětců a houbiček podle svých slov vyjadřoval vnitřní pocity a zážitky dosahované v meditaci. Jeho dalším výtvarným projevem byly kaligrafické kresby ptáčků „duše“, které vyjadřují touhu po svobodě a volnosti lidského ducha. Jeho obrazy byly vystaveny např. v Carrousel de Louvre v Paříži a v pražské Galerii MIRO, obojí v roce 2006.

### Sport

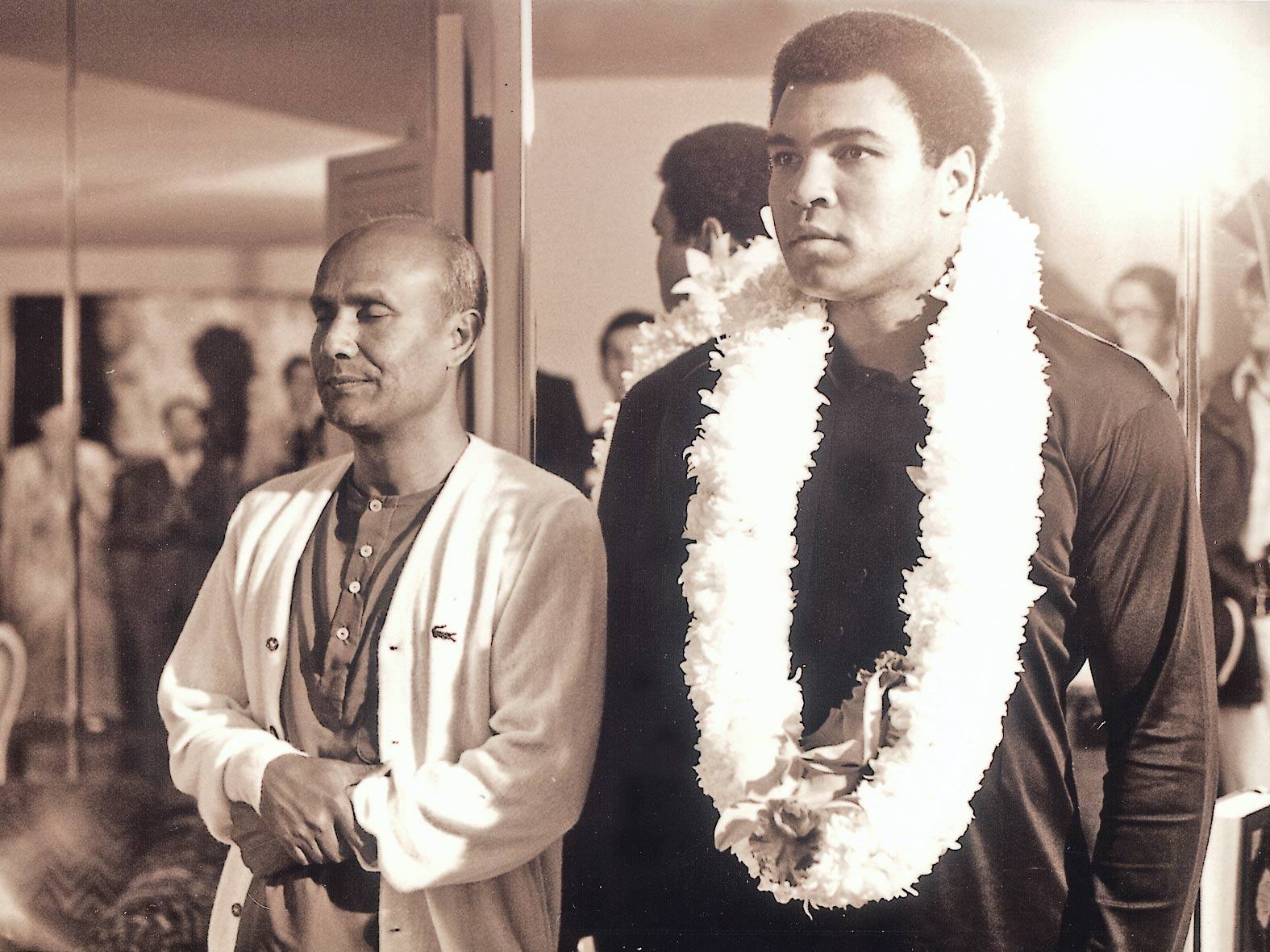
Šrí Činmoj a americký boxer Muhammad Ali

V mládí, které strávil v Pondicherry v jižní Indii, se věnoval hlavně sprintu a desetiboji, ve středních letech maratonům. Založil mezinárodní běžeckou asociaci Sri Chinmoy Marathon Team, která pořádná především ultraběžecké závody. Mezi nejznámější patří Peace Triatlon v Canbeře a Ultra Trio (700, 1000 a 1300 mil) v New Yorku a také 3100 mil.
Po zranění kolene přestal v roce 1985 s běháním a začal se věnovat vzpírání. Jeho trenéry a inspirátory byli kulturisté Bill Pearl a Frank Zane. Činmoj zvedal na speciálně upravených strojích lidi, zvířata i auta či letadla. Jeho výkony byly při několika příležitostech ověřeny mezinárodním rozhodčím Wayne DeMilia, místopředsedou profesionální divize IFBB, a Jimem Smithem, tajemníkem britské amatérské asociace vzpěračů. Skeptikové namítají, že Šrí Činmoj za sledovatelných podmínek dosahoval jen průměrných a podprůměrných výkonů. Zdviháním se snažil motivovat ostatní k nalezení vnitřního potenciálu.
"Všechny ty rekordy byly podvod a fraška. Na letadlo měl hever. Když zvedl celou četu hasičů, tak to bylo na takovém výtahu," komentoval tyto výkony religionista Tomáš Novotný.

### Mírový běh – Peace Run
Cílem nesoutěžního štafetového běhu, který Činmoj založil v roce 1987, mělo být posílení mezinárodního přátelství a vzájemného porozumění. Na trati nesou běžci symbol harmonie – hořící pochodeň, kterou si předávají z ruky do ruky lidé, se kterými se běžci cestou setkávají. Běh si klade za cíl podpořit dobrou vůli mezi lidmi všech národů a překonat přitom politické a kulturní hranice. Je organizován dobrovolnicky ze sportovních klubů a dalších občanských sdružení. Od svého založení navštívila tato štafeta 140 zemí v Evropě, Africe, Asii, Severní a Jižní Americe a v roce 2008 proběhl kolem celé Austrálie. V letech 2004–2012 se nazýval také World Harmony Run. Od roku 2012 se vrátil ke svému původnímu názvu Peace Run. Poselství účastníkům štafety k 25 výročí od Davidsona Hepburna, prezidenta Generální konference UNESCO bylo věnováno v roce 2012. President Evropského parlamentu Van Rompuy v Bruselu přivítal běžce podobně jako mnoho dalších presidentů a osobností. V roce 2015 si v Říme podržel v rámci mezináboženského projektu Papež František společně se zástupci dalších duchovních směrů. Od roku 1991 se v ČR tato otevřená sportovní akce koná každoročně.

### Filozofie

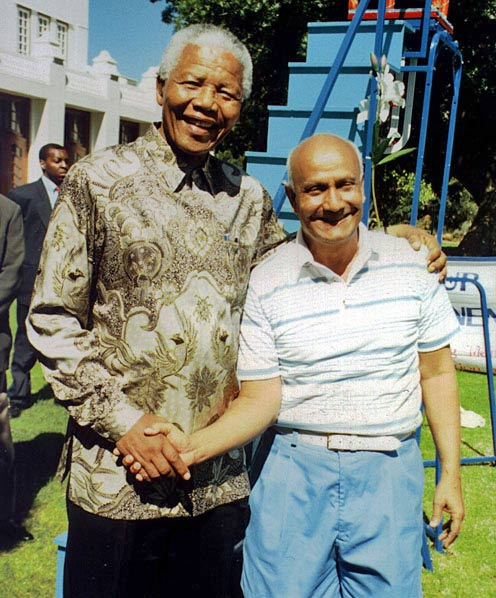
Šrí Činmoj a jihoafrický prezident Nelson Mandela v roce 1999

Filozofie Šrí Činmoje je jednoduchá: milovat, pomáhat a dojít k realizaci skrze osobní snahu a překonání nevědomosti. Ta se dle jeho filosofie v lidech projevuje skrze zášť, pýchu, nejistotu, egoismus, lenost aj. Vlastní nedokonalosti dle Činmoje mohou být přeměněny pomocí koncentrace, meditace a modlitby na pozitivní vlastnosti jako například lásku, moudrost, soucit, dynamiku a kreativitu.
Rozdíl mezi Chinmoyovým chápáním mysli na rozdíl od buddhistického pojetí neomezené mysli je základní vnímání omezenosti mysli.
Směr duchovní cesty Šrí Činmoje je vytvoření harmonie mezi duší, srdcem (psychickou sférou), myslí (mentální rovinou), vitálnem (subtilní sférou) a tělem (fyzičnem). Nazýval ji "Cestou srdce". Duše dle ní prochází evolucí, která je součástí vnějšího projevení a vnitřního rozvoje, tedy dlouhým procesem prožitků skrze minerální svět, rostlinnou sféru, svět živočichů, lidského života a závěrečně božského vědomí. Pomocnou rukou v duchovním vývoji jedince tak dle Činmoje může být duchovní mistr nebo jeho vědomí, které pomáhají správnému vývoji a jednotlivec se tak učí ze svých životních úspěchů a pochybení. Duchovními mistry tak Šrí Činmoj označoval osoby, které došli osvícení či realizace a mají kapacitu se o svoji moudrost podělit s ostatními. Velmi často zahrnul do svých přednášek ponaučení o postavách jako byl Buddha, Ježíš, Krišna a další. Poukazoval na to, že duchovní mistr dovede vnitřně pomoci v rozvoji jedince bez ohledu na dobu a místo.
Například anglické slovo vital podle Činmoje vyjadřuje jednak vnitřní subtilní tělo v hinduismu šúkšmašaríra (sukshma sharira) ale do češtiny přeložený výraz vitálno znamená také nižší emotivní rovinu. Ta se dle Činmoje dělí na vyšší dynamický vitál a kreativní a nižší destruktivní vitál plný nepřetvořených svazujících emocí.
V knize Astrologie, nadpřirozeno a svět Za si v odpovědi na otázku týkající se transplantace srdce mrtvých lze dočíst, že Šrí Činmoj věřil v budoucí nástup jiného druhu bytostí.
Podle Šrí Činmoje je duše neboli átmán nezničitelná, přičemž sebevražda duši nezničí, ale zpomalí jeho další duchovní rozvoj.
Duše dle Činmoje je blíže Platonovu pojetí psýché nežli Aristotelovu pojetí rozumu, kdy je hluboko uvnitř nás a je součástí vyššího Já, je zástupce Boha na zemi. Každá duše tak dle Činmoje pomocí svých schopností má svoji unikátní úlohu projevení v životě, na kterou může zapomenout nebo ji oddálit, díky negativním vlastnostem a nevědomosti. Duše se dle Činmoje postupně učí a prochází svojí duchovní evolucí pomocí reinkarnace ze sféry materiální, přes sféru rostlinnou, živočišnou, lidskou a následně vrůstá do konečného božského vědomí.

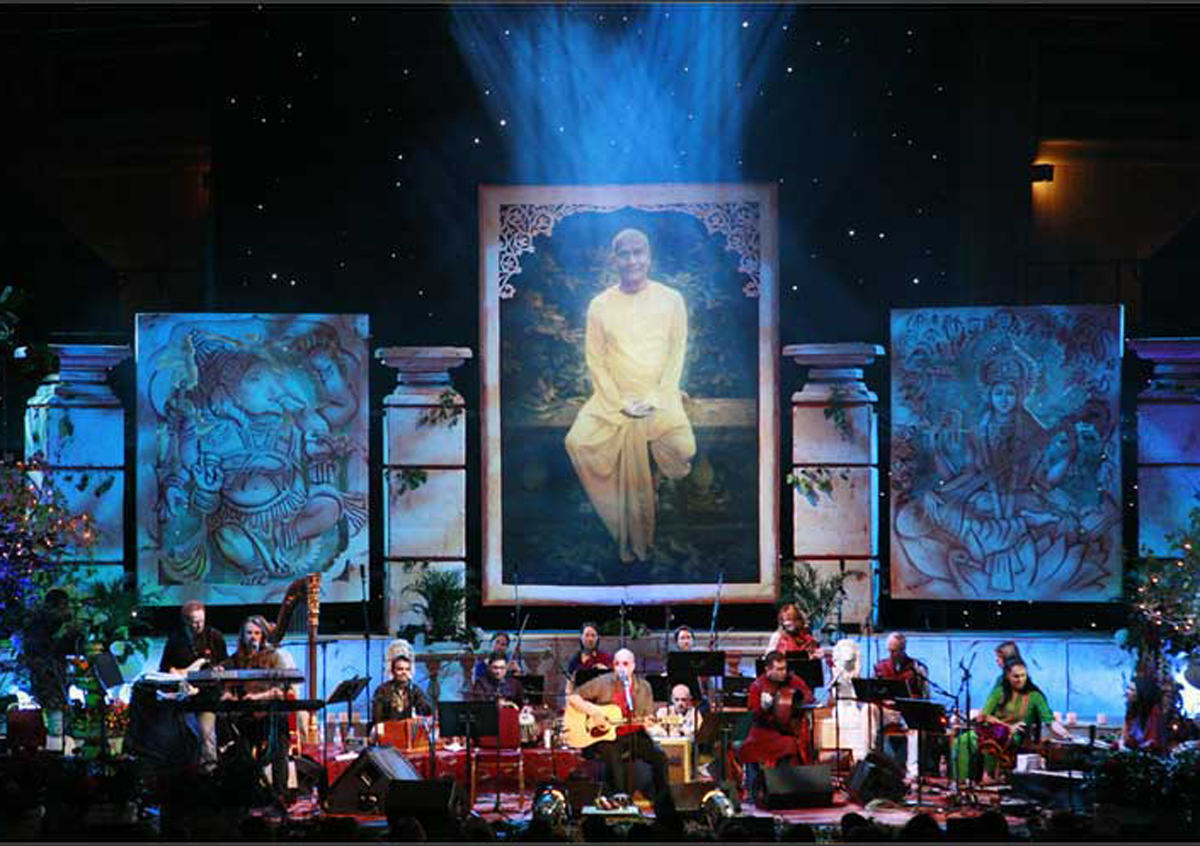
Vzpomínkový koncert na Šri Činmoye v Royal Albert Hall v roce 2008. Podobné koncerty proběhly v pražském Rudolfinu (2011) nebo brněnském Mahenově divadle (2013)

#### Meditační centra
Společné meditace se nejčastěji odehrávají v uzavřených místnostech. Klade se však hlavně důraz na osobní denní meditaci. Ústřední bod běžné meditace podle Šrí Činmoje představuje jeho černobílá fotografie ve stavu, který nazývá pojmem ze sanskrtu jako nirvikalpa samádhí. Přímí žáci musí povinně na tuto fotografii meditovat každý den. Zda Šrí Činmoj přijal i slepé žáky není známo. Meditace jsou často prokládány čtením a zpíváním některých z 22000 písní a manter. Při společné meditaci sedí muži a ženy odděleně. Pro přijetí do meditačních center je potřeba absolvovat několikatýdenní meditační cyklus. Jedním z požadavků na muže je chodit na společné meditace s krátkými vlasy, oholeni a v čistém bílém oblečení. Ženy si na meditace mají oblékat šaty zvané v Indii jako sárí. Do organizace jsou přijati buď jednotlivci nebo páry starší 18 let. Dále je vyžadován celibát, ke kterému by měly postupně dospět i manželské dvojice. Šrí Činmoj byl také podporovatelem vegetariánství, aktivního sportování, službě druhým, života bez alkoholu a drog (nezahrnují se léky na předpis).

## Kontroverze

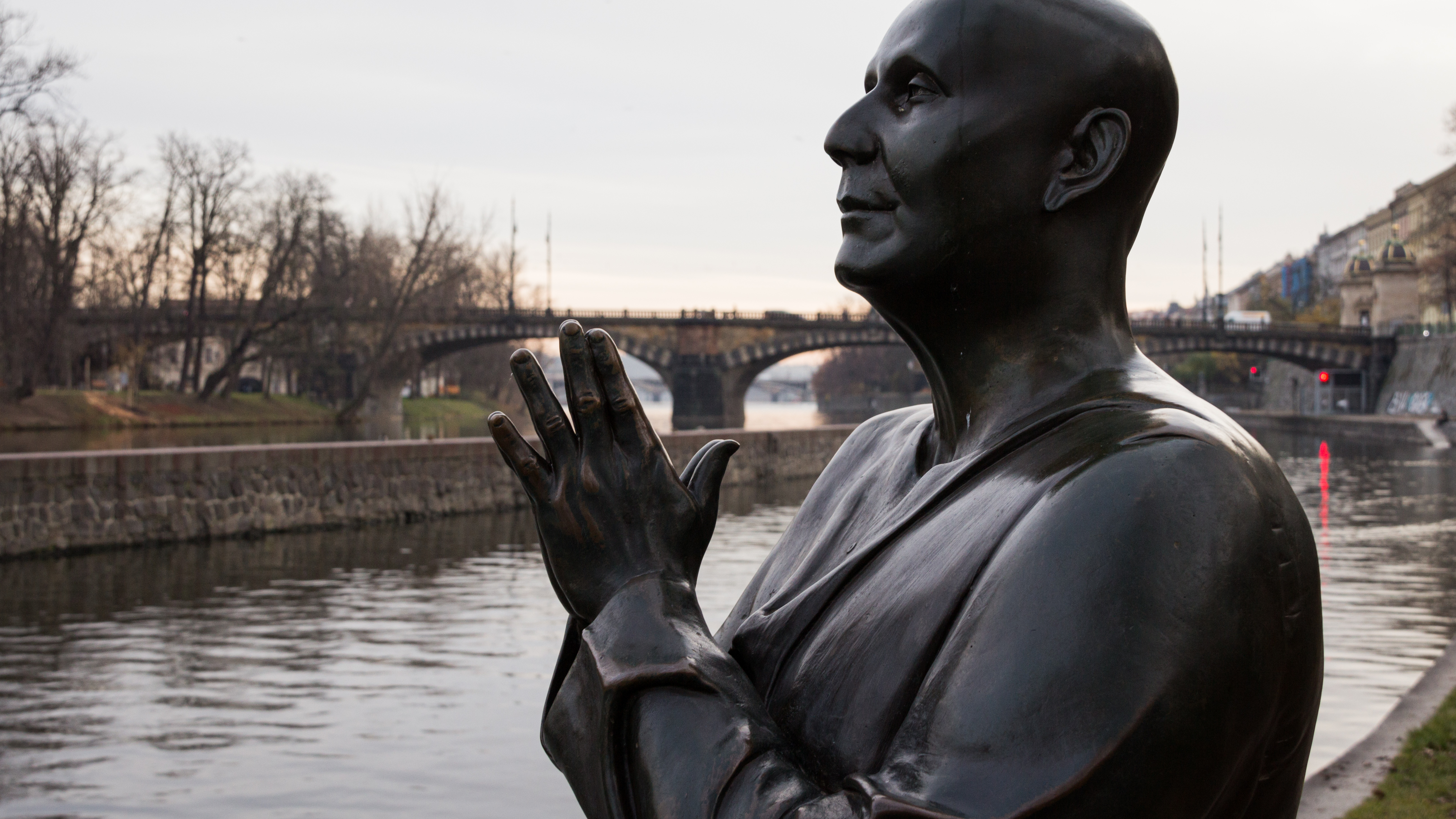
Socha Šrí Činmoje se na Kampě v Praze nacházela od roku 2009 do konce roku 2023

V roce 1994 došlo k neoficiálním obviněním, které byly po arbitrážním řízení odstraněny. Někteří bývalí přívrženci Čimnoje ho obvinili z pokrytectví a nevhodného chování včetně sexuálního nátlaku. Ačkoliv se objevila různá obvinění před i po jeho úmrtí, nenabyla tato nikdy podobu oficiální žaloby, obvinění nebo jiného právního sporu či vyrovnání jakékoliv strany. 
Negativní zkušenost s jednáním v Šrí Činmojově spolku shrnuje také Dušan Štraus, ve svém románu So slonom na pleciach. O svém životě a zkušenostech přednášel pro studenty HTF UK i s představením své knihy.
V Česku se nacházela Šrí Činmojova socha na pražské Kampě, kde byla umístěna pod názvem Socha harmonie. Na základě výše zmíněných neoficiálních obvinění vznikla snaha o její odstranění a na konci roku 2023 byla odstraněna.
K literatuře Šrí Činmoje se kriticky postavil religionista Tomáš Novotný v časopise Dingir, který se pozastavil nad knihou 843 básní, které v roce 1975 Chinmoy údajně napsal během jediného dne.

## Poezie

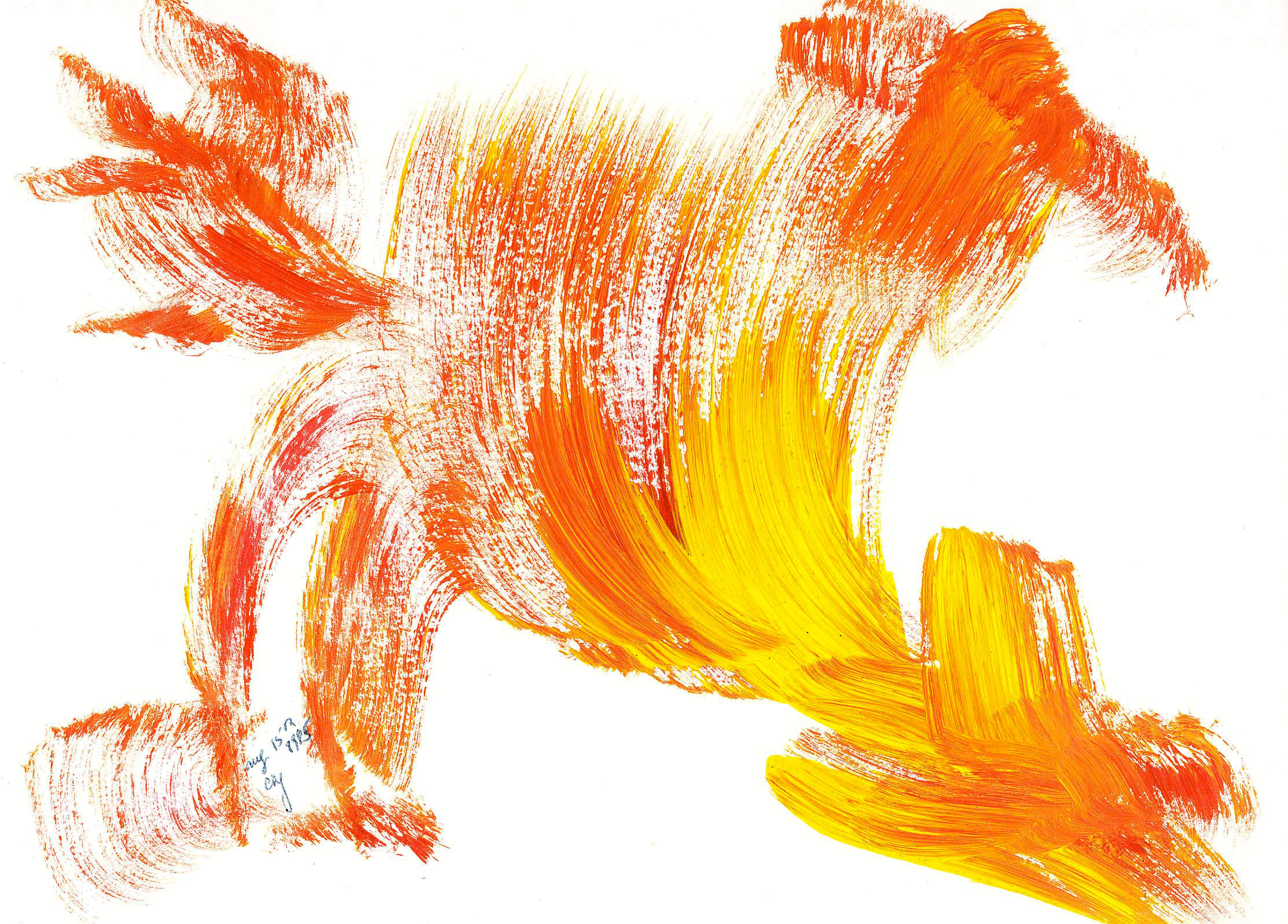
Jedna z akrylových kreseb z roku 1976, které nese název Jharna Kala (Fontainové umění).

- Jedna z akrylových kreseb z roku 1976, které nese název Jharna Kala (Fontainové umění).(1979–1983) Ten Thousand Flower-Flames – Agni Press (100 svazků)
- (1983–1998) Twenty-Seven Thousand Aspiration-Plants – Agni Press (270 svazků)
- (1998–2007) Seventy-Seven Thousand Service-Trees – Agni Press (50 svazků… nedokončena)
- (1973) The Dance of Life
- (1974) The Wings of Light
- (2000–2007) My Christmas-New Year-Vacation-Aspiration-Prayers (51 svazků)

## Divadelní hry o významných duchovních osobnostech
- (1973) Sri Ramachandra – My Rama is My All – hra o životě Šrí Ramachandry
- (1973) The Singer Of The Eternal Beyond – hra o životě Šri Krišny
- (1973) Siddhartha Becomes The Buddha – hra o životě Buddhy
- (1973) The Son – hra o životě Ježíše Krista
- (1973) Lord Gauranga: Love Incarnate – hra o životě of Šri Čaitanja
- (1973) Drink, Drink, My Mother's Nectar – hra o životě Šrí Ramakrishny
- (1973) The Heart Of A Holy Man – další duchovní osobnosti
- (1973) Supreme Sacrifice – kniha duchovních příběhů
- (1974) The Descent of the Blue – hra o životě Šrí Aurobinda

### Kompilace
- Drahokamy štěstí, 2011, sbírka úvah, praktických cvičení a aforismů, ISBN 978-80-86581-64-4
- Kapky moudrosti srdce, 2010, sbírka aforismů, ISBN 978-80-86581-58-3
- Tiché učeni, 2010, základy meditace, ISBN 80-902486-9-1
- Cesta Hrdiny, 2009, svět duše, srdce, mysli, vitálna a těla, ISBN 978-80-86581-51-4
- Moudrost, 2007, abecedně seřazená témata, ISBN 80-86581-16-0
- Křídla radosti, 2006, úvahy, příběhy a meditace, ISBN 80-86581-26-8